# 石橋智信
石橋 智信（いしばし とものぶ、1886年5月15日 - 1947年12月21日）は、日本の宗教学者。文学博士。東京帝国大学教授。

## 経歴
出生から修学期
1886年、石橋政信の二男として北海道で生まれた。山口高校時代、内村鑑三と植村正久からキリスト教の影響を受けた。東京帝国大学文科大学に進学し、哲学科で学んだ。1909年に卒業。
同1909年に渡欧。ベルリン大学神学科で研究し、ベルリンの日本史家オスカーナツホツド博士の助手を務めた。ライプツィヒ大学文明史研究院東亜部助手を経て、同大学神学科に入り、3ヶ年半研究した。ベルリン大学、ライプツィヒ大学の両大学では、宗教学、旧約聖書学を研究した。
宗教学研究者として
1914年に帰国し、東京帝国大学講師に就いた。1920年に助教授、1934年に教授昇格。1921年、文学博士の学位を取得。1926年、『メシア思想を中心としたるイスラエル宗教文化史』で日本学士院賞を受賞。1947年、東京帝国大学を退官。
信仰の面においては、キリスト教信者であった。1947年に帰天。

## 受賞・栄典
- 1926年：『メシア思想を中心としたるイスラエル宗教文化史』で日本学士院賞を受賞。

## 家族・親族
1933年、分家した。東京在籍で。
- 父：石橋政信は福岡県出身者[2][3]。
- 妻・井本とし（1895年 - ?)は愛知、井本利三郎の五女）[2][3]。

## 著作
著書
- 『世界聖典全集』後輯 第12巻.旧約全書解題、世界文庫刊行会 1922
- 『イスラエル宗教文化史上のメシア思想の変遷』博文館 1923
- 『メシア思想を中心としたるイスラエル宗教文化史』博文館 1925
- 『宗教学概論』東京プリント刊行会 1937
- 『宗教学論攷』青山書院 1948
- 『基督教学概説』要書房 1949
- 『宗教学概論 宗教とは何ぞや』要書房 1949

共著
- 『西洋古代史 第1』(世界歴史大系 14) 杉勇・大畠清共著、平凡社 1936
- 『ヘブライ史』大畠清共著、平凡社 1947